# Otoglossum sancti-pauli
Otoglossum sancti-pauli är en orkidéart som först beskrevs av Friedrich Fritz Wilhelm Ludwig Kraenzlin, och fick sitt nu gällande namn av Norris Hagan Williams och Mark W. Chase. Otoglossum sancti-pauli ingår i släktet Otoglossum och familjen orkidéer. Inga underarter finns listade i Catalogue of Life.